# Giudice sportivo
Il giudice sportivo è la persona posta al vertice legislativo di una federazione, la quale assegna l'incarico.

## Storia
La figura del "giudice sportivo" non mai è esistita nel calcio italiano prima del 1959, ma di fatto esercitata dai dirigenti più anziani ex giocatori ed ex dirigenti in epoche precedenti la fondazione dell'Associazione Italiana Arbitri avvenuta nel 1911. 
Non è per caso che alla costituzione sia dei Comitati Regionali nel 1909 ci fosse sempre in seno a questi enti federali FIGC una "commissione giudicante", composta da ex calciatori e dirigenti anziani, che si riuniva i giorni successivi le partite domenicali (di solito il lunedì raccogliendo i rapporti arbitrali inoltrati a mezzo posta oppure portati a mano) e collegialmente stabiliva le punizioni sportive.
A cambiare radicalmente le cose fu la Carta di Viareggio stilata nel 1926 dai tre esperti nominati dal CONI.

Fu la presidenza FIGC di Leandro Arpinati a recepire le intenzioni del Presidente del C.I.T.A. Giovanni Mauro nel porre in ogni direttivo federale la figura del "consulente arbitro" (soprattutto formata da arbitri a riposo) che in seguito, dopo il 1945, fu ufficialmente definito come "Fiduciario A.I.A.".

## Definizione
Poi, per lungo tempo in Italia, è stata una carica ricoperta anche dai magistrati. Successivamente, il Consiglio Superiore della Magistratura ha vietato loro di svolgere incarichi per federazioni sportive.
La struttura della magistratura e il numero di gradi variano in base al singolo ente: la Federazione calcistica italiana, per esempio, riconosce al giudice il valore di 1º grado. Il 2º è invece delegato alla Corte di Giustizia Federale, con valore definitivo. Ad essa compete anche la decisione finale in caso di illeciti, oltre che per i ricorsi di atleti (tesserati) e società.
Il campionato nazionale contempla la figura a partire dalla stagione 1959-1960, visto che fino a quel momento le decisioni erano prese collegialmente dal Comitato o dalla Lega che gestiva ogni campionato.
All'atto del tesseramento e dell'iscrizione, atleti e società si impegnano ad accettare le deliberazioni della giustizia sportiva rinunciando all'eventuale intervento di quella ordinaria: il mancato rispetto della clausola (detta "compromissoria") ha spinto il Parlamento a regolamentare la questione. L'unico TAR competente in suddetti casi è quello della Regione Lazio.
Per la stagione 2016-2017, giudici sportivi delle leghe professionistiche sono stati Gerardo Mastrandrea (LNP A), Emilio Battaglia (LNP B) e Pasquale Marino (LICP).

## Sanzioni
La figura, in materia di infrazioni sportive, può irrogare i seguenti provvedimenti sanzionatori:
- Ammenda: consistente nel versamento, da parte del club, di una somma di denaro (in €) a favore della federazione[8];
- Squalifica: all'atleta viene interdetta la partecipazione ad una o più gare successive. È applicabile anche ai dirigenti, inibendoli temporaneamente dallo svolgere le proprie funzioni[9];
- Radiazione: consiste nell'esclusione, a tempo indeterminato, dell'atleta dalla federazione[10];
- Squalifica del campo: alla tifoseria è interdetta la presenza all'impianto della squadra, con eventuale obbligo per quest'ultima di disputare le gare casalinghe in altri campi[11];
- Sconfitta a tavolino: per accertate irregolarità nello svolgimento della gara, la squadra viene punita con la sconfitta a tavolino[12];
- Penalizzazione: in competizioni con classifiche a punti, consiste nella sottrazione di un determinato punteggio[13];
- Declassamento: il club viene retrocesso per via giudiziaria in una categoria inferiore[14];
- Revoca di titolo: alla società viene revocato, de iure, un titolo conquistato de facto[15].